# Wilnis-Veldzijde
Wilnis-Veldzijde is een voormalig waterschap in de Nederlandse provincie Utrecht. Ontstond als opdeling van Grootwaterschap de Ronde Veenen. Het waterschap ging in 1976 verder als deel van waterschap De Proosdijlanden.

## Rechtsvoorgangers
- Wilnis en Oudhuizen, Veenderij, 1785-1880
- Wilnis en Oudhuizen Veenzijde, Veenderij, 1785-1891
- Wilnis en Oudhuizen Veldzijde, 1785-1869
- Wilnis, 1785-1863
- Wilnis Veenzijde, 1785-1879
- Wilnis polder bewesten Heinoomsvaart, 1785-1844
- Wilnis polders bewesten en beoosten Heinoomsvaart Veenzijde, 1785-1870